# Arroio do Meio
Arroio do Meio, Ausspracheⓘ, amtlich portugiesisch Município de Arroio do Meio, deutsch Mittelbach, ist eine brasilianische Gemeinde im Bundesstaat Rio Grande do Sul. Sie liegt am Rio Taquari im Vale do Taquari am Rande der Serra Gaúcha. Die Einwohnerzahl wurde zum 1. Juli 2021 auf 21.121 Bewohner geschätzt, die Arroiomeenser genannt werden und auf einer Gemeindefläche von rund 157 km² leben. Gesprochen wird in Teilen noch das Riograndenser Hunsrückisch.

## Geographie
Angrenzende Gemeinden sind Capitão, Colinas, Estrela, Lajeado, Marques de Souza, Roca Sales, Travesseiro und Encantado.
Die Entfernung zur Landeshauptstadt Porto Alegre beträgt 124 km.

### Vegetation
Das Biom ist Mata Atlântica.

### Klima
Die Gemeinde hat tropisches, gemäßigtes und warmes Klima, Cfa nach der Klimaklassifikation nach Köppen und Geiger. Die Durchschnittstemperatur ist 19,0 °C. Die durchschnittliche Niederschlagsmenge liegt bei 1884 mm im Jahr.
|                   | Jan  | Feb  | Mär  | Apr  | Mai  | Jun  | Jul  | Aug  | Sep  | Okt  | Nov  | Dez  |   |      |
| Temperatur (°C)   | 23,9 | 23,7 | 22,3 | 19,7 | 16,0 | 14,3 | 13,4 | 15,2 | 16,6 | 18,9 | 20,7 | 22,8 | Ø | 19,0 |
| Niederschlag (mm) | 189  | 169  | 142  | 144  | 125  | 131  | 156  | 128  | 166  | 205  | 157  | 172  | Σ | 1884 |

## Geschichte
Stadtrechte erhielt Arroio do Meio, das zuvor zu den Gemeinden Lajeado und Encantado gehörte, durch das Dekret Nr. 5.759 vom 28. November 1934.

## Kommunalpolitik
Bei der Kommunalwahl 2020 wurde Danilo José Bruxel von den Progressistas (PP) für die Amtszeit von 2021 bis 2024 zum Stadtpräfekten (Bürgermeister) gewählt.

## Demografie

### Bevölkerungsentwicklung
| Jahr | Einwohner | Stadt  | Land   |
| --- | --------- | ------ | ------ |
| 1940 | 20.716    | 1.533  | 19.183 |
| 1950 | 22.644    | 1.918  | 20.726 |
| 1960 | 25.894    | 3.500  | 22.394 |
| 1970 | 19.515    | 3.186  | 16.329 |
| 1980 | 19.131    | 5.427  | 13.704 |
| 1991 | 19.072    | 10.094 | 8.978  |
| 2000 | 16.951    | 12.735 | 4.216  |
| 2010 | 18.783    | 14.663 | 4.120  |
| 2021 | 21.121    | ?      | ?      |
| Hier fehlt eine Grafik, die leider im Moment aus technischen Gründen nicht angezeigt werden kann. Wir arbeiten daran! |           |        |        |

Quelle: IBGE (2011)

## Wirtschaft
Seit 2013 befindet sich in Arroio do Meio der Firmensitz des Lebensmittelherstellers (Schokolade und Süßwaren) Neugebauer Alimentos SA.

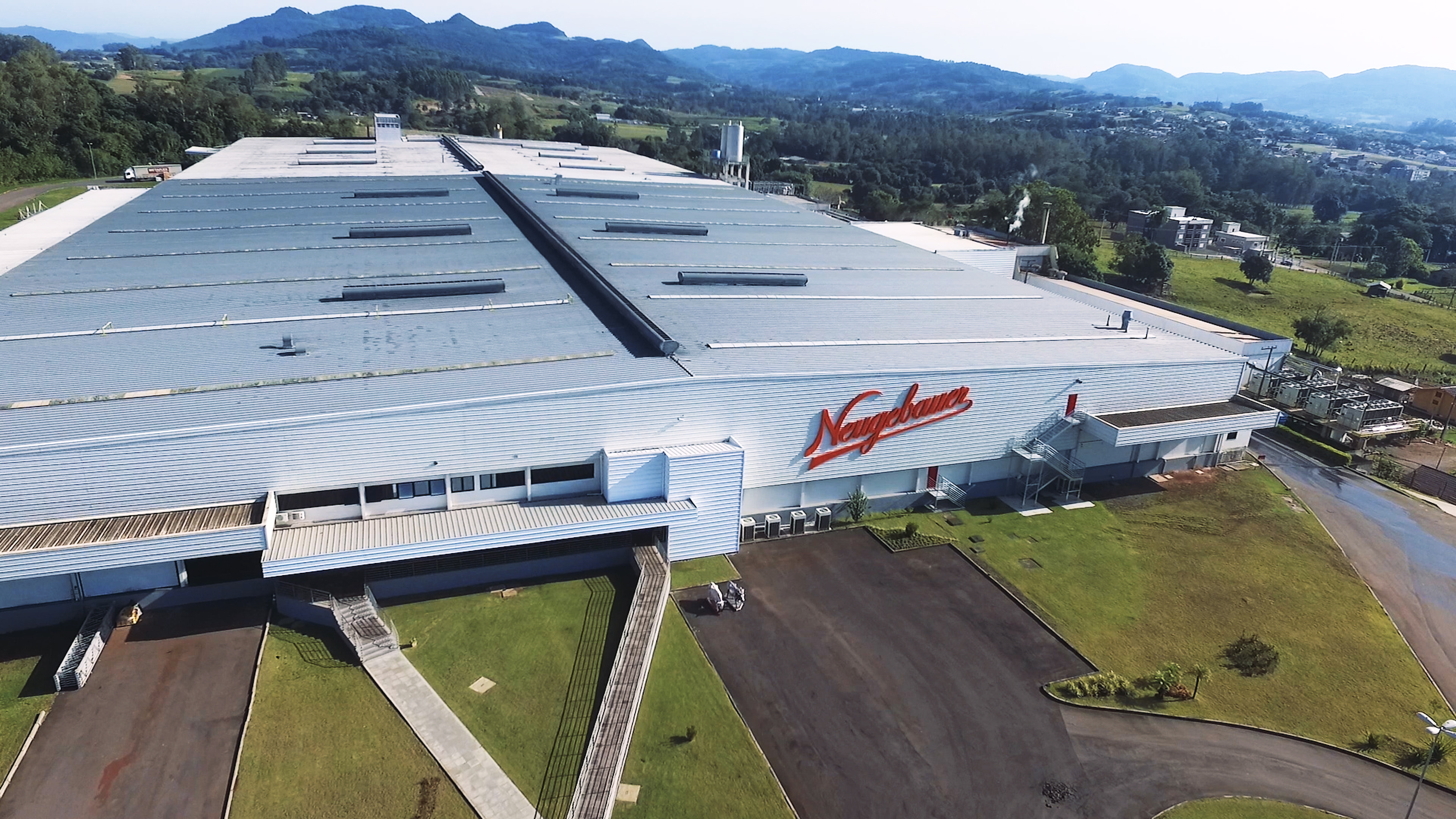
Sitz der Firma Neugebauer

## Söhne und Töchter
- João Alfredo Rohr (1908–1984), Archäologe und Jesuitenpater
- Breno Fornari (1925–2007), Automobilrennfahrer
- Guido Moesch (* 1933), Politiker zur Zeit der Militärdiktatur[8]
- Canísio Klaus (* 1951), römisch-katholischer Bischof
- Eduardo Brock (* 1991), Fußballspieler
- Cássio Scheid (* 1994), Fußballspieler

## Städtepartnerschaft
- Boppard, seit 2013